# Zulian
I Zulian (Zuliàn, talvolta anche Zuliani) furono una famiglia patrizia veneziana, annoverata fra le cosiddette Case Nuove.

## Storia
Sono assai discordi le fonti riguardo all'origine di questo casato; concordano alcune, tuttavia, nel ritenere che fosse antichissimo in Venezia, dove diede antichi tribuni. Talune ipotesi porrebbero fra i più antichi avi della famiglia Zulian quel Gioviano (o Giuliano) Cepanico che, nel 741, ricoprì nel ducato la carica di magister militum della Venetia per conto di Eutichio, ultimo esarca d'Italia.
Stabilitisi a Cannaregio, alla serrata del Maggior Consiglio (nel 1297) i Zulian furono inclusi nel ceto patrizio.
Polo Zuliani di Santa Fosca (Cannaregio), notissimo ambasciatore veneziano, si fa notare per aver ricusato per modestia il titolo di Duca di Candia dopo essere stato eletto nel 1382. Il gesto è stato definito da Ireneo della Croce un esempio raro di modestia.

## Membri illustri
- Gioviano Cepanico (VIII secolo), magister militum della Venetia.
- Polo Zuliani, duca di Candia.

## Luoghi e architetture
- Palazzo Zulian Priuli, a Cannaregio;
- Villa Zulian Verecondi, a Colle Umberto.
- Casal Zuliani, a Ceredello di Caprino Veronese